# Ennio Chiodi
Ennio Chiodi (Roma, 4 febbraio 1952) è un giornalista italiano.
Giornalista professionista dal 1980, laureato in Scienze Politiche, è stato direttore TG3 e dei TGR dal 1998 al 2000. Sotto la sua direzione le due Testate sono state unificate sotto un'unica responsabilità giornalistica ed editoriale dando vita ad un complesso progetto di informazione territoriale, nazionale e internazionale che ha visto impegnati circa 800 giornalisti. Inoltre è stato direttore della Segreteria del Consiglio di Amministrazione della Rai; direttore della Sede e del Centro di produzione RAI di Milano e della Struttura che amministra, organizza e coordina i 15 uffici di corrispondenza della RAI nel mondo.
Dal 2010 al 2013 è stato vice direttore di Rai 3. Come autore, tra l'altro, ha ideato insieme a Giancarlo Giojelli il programma Il Fatto di Enzo Biagi. Il programma, in seguito curato da Marco Varvello e, per diversi anni, da Loris Mazzetti, fu giudicato il miglior programma di 50 anni della televisione italiana.
Tiene da diversi anni regolari corsi presso più master dell'ALMED - Alta Scuola in Media Comunicazione e Spettacolo - dell'Università Cattolica del Sacro Cuore di Milano.
È figlio del giornalista Arturo Chiodi.